# 教育区
教育区（きょういくく）とは、日本復帰前の沖縄において、教育行政を所管するために市町村の区域と同一の区域ごとに設けられた公法人のことである。本土の地方自治法の概念でいえば特別地方公共団体に相当する。
教育区の機関として教育委員会と教育長を置き、教育委員は選挙で選出することとされた。市町村は、教育税の徴収や教育委員の選挙事務を担当していたが、教育区は市町村の下部組織ではなく、あくまでも独立の法人であった（例えば、那覇市にある小学校は、「那覇市立○○小学校」ではなく、「那覇教育区立○○小学校」である。）。また、複数の教育区を包括する「連合教育区」という組織も存在した。
なお、当該市町村が合併した場合、教育区も連動して合併する。